# レッド・フックの恐怖
『レッド・フックの恐怖』（レッドフックのきょうふ、The Horror at Red Hook）は、アメリカ合衆国の作家ハワード・フィリップス・ラヴクラフトによって1925年8月1日から2日に書かれた短編小説。

## クトゥルフ神話との繋がり
『レッド・フックの恐怖』は一般的にクトゥルフ神話の一部とは考えられていない。

## 評価
ラヴクラフトは自身の作品に対して常に控えめな評価をしていたが、本作では更に悲観的な評価をしていた。『レッド・フックの恐怖』について、彼は「長く、纏まりに欠けるものであり、とても良いとは言えない」と述べている。
批評家は、この作品に露骨な人種差別が含まれていることから、本作に対して否定的である場合が多かった。